# Sejfmeni
Sejfmeni – amerykańska komedia z 1998 roku.

## Główne role
- Sam Rockwell – Sam
- Steve Zahn – Eddie
- Michael Lerner – Big Fat Bernie Gayle
- Paul Giamatti – Veal Chop
- Michael Schmidt – Bernie Jr.
- Christina Kirk – Hannah
- Mark Ruffalo – Frank
- Josh Pais – Mitchell
- Harvey Fierstein – Leo
- Michael Showalter – Larry
- John Hamburg – Philip
- Raymond Serra – Barber
- Ray Iannicelli – Swoop
- Ali Marsh – Sherry
- Jacob Reynolds – Ira
- Peter Dinklage – Leflore

## Fabuła
Sam i Eddie to dwaj niezbyt utalentowani piosenkarze. Gdy trafiają do Providence, przez pomyłkę zostają wzięci za ligowych hokeistów. Obaj są pod presją miejscowych bandziorów i szybko popadają w konflikt z zawodowymi zawodnikami. Jakby było mało, to jeszcze pojawia się córka przywódcy podziemia.